# Гамбургский английский театр
Гамбургский английский театр (The English Theatre of Hamburg) — профессиональный Английский театр, входит в Немецкую ассоциацию профессиональных театров.

## История
Английский театр находится в районе Мундсбург (нем. Mundsburg, улица Лерхенфелд (нем. Lerhenfeld), 14. Основан в 1976 году, 
после многочисленных переездов впервые зажёг там огни рампы в 1981 году и стал первым профессиональным Английским театром Германии.
Основали театр американские актёры: Роберт Рампф  и Клиффорд Дин. Они поныне руководят театром: планируют репертуар, ставят бо́льшую часть пьес; а также, определяют финансовую политику.
  
Творческое кредо театра: «способствовать международному общению через язык и театр».

## Репертуар
Театральный сезон традиционно включает в себя жанры: 
- американская или британская классическая драма,
- комедия,
- триллер,
- современная драматургия.

В репертуаре последних сезонов были пьесы: 

| - У. Шекспира, - Б. Шоу, | - Ю. О´Hила, - Г. Пинтера, | - Н. Кауарда, - Н. Саймона. |

## Факты
- Тип занятости актёров: антреприза.
- Зал: 160 мест.
- Представления даются со вторника по субботу.
- Театр частично финансируется Сенатом Гамбурга.
- Прима: Виктория Леннокс (англ. Victoria Lennox)
- После представлений режиссёры-постановщики и актёры активно вовлекают публику в дискуссии.
- К каждому спектаклю театр готовит информационный пакет:

сведения о драматурге, краткое содержание и комментарии к пьесе. Этот материал рассылается по гамбургским школам, но его можно и скачать из интернета  (http://www.englishtheatre.de) или бесплатно получить печатную копию в кассе театра.